# Захле (район)
Захле (араб. قضاء زحلة‎‎‎‎) — один з 25 районів Лівану, входить до складу провінції Бекаа. Адміністративний центр — м. Захле. На заході межує з районами Матн, Баабда та Алей, на півдні — з районами Західна Бекаа та Рашайя, на півночі — з районом Баальбек, на сході проходить кордон з Сирією.
Адміністративно поділяється на 29 муніципалітетів.
| Ліван | Це незавершена стаття з географії Лівану. Ви можете допомогти проєкту, виправивши або дописавши її. |